# Округ Мотли (Тексас)
Округ Мотли (енгл. Motley County) је округ у америчкој савезној држави Тексас. По попису из 2010. године број становника је 1.210.

## Демографија
Према попису становништва из 2010. у округу је живело 1.210 становника, што је 216 (15,1%) становника мање него 2000. године.
| Група             | 2000.         | 2010.         |
| Белци             | 1.172 (82,2%) | 1.013 (83,7%) |
| Афроамериканци    | 50 (3,5%)     | 24 (2,0%)     |
| Азијати           | 2 (0,1%)      | 0 (0,0%)      |
| Хиспаноамериканци | 173 (12,1%)   | 163 (13,5%)   |
| Укупно            | 1.426         | 1.210         |